# 勞林 (蒙大拿州)
勞林（英語：Laurin）是位於美國蒙大拿州麥迪遜縣的非建制地區。

## 歷史
勞林的郵局於1874年設立，其後於1972年停運。

## 地理
勞林所處的海拔為高於海平面1544米（即5066英呎），而該地所採用的時區為UTC-6，即北美山地時區（MST）。同時該地設有夏令時間，為UTC-7調快一小時，即UTC-6（MDT）。